# Distretto di İmamoğlu
Il distretto di İmamoğlu (in turco: İmamoğlu ilçesi) è un distretto della Turchia nella provincia di Adana con 29.700 abitanti (dato 2012)
Il capoluogo è la città di İmamoğlu.

## Geografia antropica

### Suddivisioni amministrative
Il distretto è suddiviso in 1 comune (Belediye) e 19 villaggi (Köy)